# Perepsilonema ritae
Perepsilonema ritae is een rondwormensoort uit de familie van de Epsilonematidae. De wetenschappelijke naam van de soort is voor het eerst geldig gepubliceerd in 1994 door Verschelde & Vincx.